# Monica Dacon

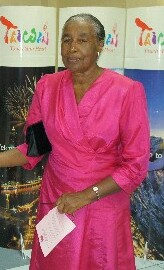
Monica Dacon (2012)

Dame Monica Jessie Dacon, DBE, CMG (* 4. Juni 1934 als Monica Jessie Sheen) ist eine ehemalige Lehrerin aus St. Vincent und den Grenadinen, die seit 2001 stellvertretende Generalgouverneurin ist und vom 3. Juni bis zum 2. September 2002 kommissarische Generalgouverneurin von St. Vincent und den Grenadinen war. 2010 wurde sie als erste Frau ihres Landes Dame Commander des Order of the British Empire.

## Leben
Monica Jessie Sheen besuchte The Girls’ High School, an der sie das Cambridge School Certificate sowie das Cambridge Higher School Certificate erwarb. Im Anschluss begann sie 1952 ihre berufliche Laufbahn als Lehrerin an The Girls’ High School sowie an der Boys’ Grammar School. Nachdem sie bis 1963 Lehrerin an zwei Schulen auf Trinidad und Tobago war, kehrte sie als Lehrerin zu The Girls’ High School zurück und wurde danach 1966 Lehrerin am Bishop’s College in Kingstown. Dort war sie einige Monate als Schulleiterin tätig, ehe sie von 1966 bis 1980 erneut Lehrerin an The Girls’ High School war. Daneben setzte sie ihre pädagogische Ausbildung fort und erwarb 1980 das Abschlusszertifikat des St. Vincent Teachers’ College sowie 1982 einen Bachelor of Arts (B.A.) im Fach Pädagogik an der University of the West Indies (UWI). Nach ihrer Rückkehr übernahm sie 1982 selbst einen Posten als Lecturer am St. Vincent Teachers’ College. Daneben engagierte sie sich in der Girl Guides Association sowie in der Methodist Church’s School.
Monica Dacon war mit St. Clair Dacon verheiratet, der Mitglied der Legislativversammlung (House of Assembly) war. 2001 wurde sie Mitglied des Berufungsausschusses für den öffentlichen Dienst und ist seither auch stellvertretende Generalgouverneurin. Nach dem Tod von Charles Antrobus am 3. Juni 2002 wurde sie kraft Amtes kommissarische Generalgouverneurin von St. Vincent und den Grenadinen. Dieses Amt hatte sie bis zum 2. September 2002 inne und wurde daraufhin von Frederick Ballantyne abgelöst. Zum 1. Januar 2005 wurde sie aufgrund ihrer Verdienste als Lehrerin und in der öffentlichen Verwaltung Companion des CMG. Am 12. Juni 2010 wurde sie aufgrund ihrer Verdienste als Lehrerin, in der öffentlichen Verwaltung sowie als stellvertretende Generalgouverneurin als erste Frau ihres Landes Dame Commander des Order of the British Empire (DBE).